# ديفيد دياز
ديفيد دياز (بالإسبانية: David Díaz)‏ (6 سبتمبر 1964 بولاية أراغوا في فنزويلا - ) هو لاعب كرة سلة فنزويلي في مركز مدافع مسدد الهدف، شارك في دورة الألعاب الأمريكية 1987 وبطولة أمم الأمريكتين لكرة السلة 1989 والألعاب الأولمبية الصيفية 1992 وبطولة أمم الأمريكتين لكرة السلة 1992 وبطولة كأس العالم لكرة السلة 1990. ولعب مع مارينوس دي أنزواتيجي ‏.

## وصلات خارجية
- ديفيد دياز على موقع الاتحاد الدولي لكرة السلة (الإنجليزية)
- ديفيد دياز على موقع كرة السلة الأوروبية.كوم (الإنجليزية)
- ديفيد دياز على موقع كلية كرة السلة في سبورتس رفرنس.كوم (الإنجليزية)
- ديفيد دياز على موقع أوليمبيديا (الإنجليزية)